# Санмаринський Національний Альянс
Санмаринський Національний Альянс (італ. Alleanza Nazionale Sammarinese (ANS)) - політична партія у Сан-Марино консервативно-націоналістичного спрямування. За ідеологією близька до Італійського Національного Альянсу.

## Історія
Заснована у 2001 році по аналогії з італійським національним альянсом.
На парламентських виборах 2001 року партія отримала 421 голос або 1,9% виборців і таким чином змогла провести до парламенту 1 депутата.
На виборах 2006 року партія отримала 514 голосів (2,33%).
21 лютого 2008 року альянс, разом із партією Народний альянс, утворили політичну коаліцію Союз поміркованих. На виборах 2008 року коаліція отримала 874 голоси (4,17%) і 2 місця в парламенті. На виборах 2012 року партія отримала лише 340 голосів (1,72%). Після цього коаліція припинила своє існування.